# Carl Verheijen
Carl Eduard Verheijen (La Haya, 26 de mayo de 1975) es un deportista neerlandés que compitió en patinaje de velocidad sobre hielo. Está casado con la patinadora Andrea Nuyt.
Participó en dos Juegos Olímpicos de Invierno, obteniendo dos medallas de bronce en Turín 2006, en las pruebas de 10 000 m y persecución por equipos (junto con Sven Kramer, Mark Tuitert, Rintje Ritsma y Erben Wennemars).
Ganó dos medallas de bronce en el Campeonato Mundial de Patinaje de Velocidad sobre Hielo, en los años 2004 y 2007, y trece medallas en el Campeonato Mundial de Patinaje de Velocidad sobre Hielo en Distancia Individual entre los años 2001 y 2009. Además, obtuvo cuatro medallas en el Campeonato Europeo de Patinaje de Velocidad sobre Hielo entre los años 2002 y 2007.

## Palmarés internacional
| Juegos Olímpicos                           | Juegos Olímpicos                | Juegos Olímpicos  | Juegos Olímpicos        |
| Año                                        | Lugar                           | Medalla           | Prueba                  |
| ------------------------------------------ | ------------------------------- | ----------------- | ----------------------- |
| 2006                                       | Turín (Italia)                  | Medalla de bronce | 10 000 m                |
| 2006                                       | Turín (Italia)                  | Medalla de bronce | Persecución por equipos |
| Campeonato Mundial                         |                                 |                   |                         |
| Año                                        | Lugar                           | Medalla           | Prueba                  |
| 2004                                       | Hamar (Noruega)                 | Medalla de bronce | Clasificación general   |
| 2007                                       | Heerenveen (Países Bajos)       | Medalla de bronce | Clasificación general   |
| Campeonato Mundial en Distancia Individual |                                 |                   |                         |
| Año                                        | Lugar                           | Medalla           | Prueba                  |
| 2001                                       | Salt Lake City (Estados Unidos) | Medalla de oro    | 10 000 m                |
| 2001                                       | Salt Lake City (Estados Unidos) | Medalla de plata  | 5000 m                  |
| 2003                                       | Berlín (Alemania)               | Medalla de plata  | 10 000 m                |
| 2003                                       | Berlín (Alemania)               | Medalla de bronce | 5000 m                  |
| 2004                                       | Seúl (Corea del Sur)            | Medalla de oro    | 10 000 m                |
| 2004                                       | Seúl (Corea del Sur)            | Medalla de plata  | 5000 m                  |
| 2005                                       | Inzell (Alemania)               | Medalla de oro    | Persecución por equipos |
| 2005                                       | Inzell (Alemania)               | Medalla de plata  | 10 000 m                |
| 2005                                       | Inzell (Alemania)               | Medalla de bronce | 5000 m                  |
| 2007                                       | Salt Lake City (Estados Unidos) | Medalla de oro    | Persecución por equipos |
| 2007                                       | Salt Lake City (Estados Unidos) | Medalla de plata  | 10 000 m                |
| 2007                                       | Salt Lake City (Estados Unidos) | Medalla de bronce | 5000 m                  |
| 2009                                       | Richmond (Canadá)               | Medalla de oro    | Persecución por equipos |
| Campeonato Europeo                         |                                 |                   |                         |
| Año                                        | Lugar                           | Medalla           | Prueba                  |
| 2002                                       | Erfurt (Alemania)               | Medalla de plata  | Clasificación general   |
| 2004                                       | Heerenveen (Países Bajos)       | Medalla de plata  | Clasificación general   |
| 2005                                       | Heerenveen (Países Bajos)       | Medalla de bronce | Clasificación general   |
| 2007                                       | Collalbo (Italia)               | Medalla de bronce | Clasificación general   |